# 隐含作者
隐含作者（英語：implied author），又譯作隐指作者，是文學理論術語，是指文本呈現而經讀者建構的作者形象，不同於實際存在、有血有肉的真實作者（英語：the real author）。故縱使真實作者否認，文學評論仍可將文本呈現的價值觀、要素與手法歸因於文本的隱含作者。
美国文学理论家韦恩·布斯在《小说修辞学》（The Rhetoric of Fiction, 1961）中首次提出此概念，用来指称一种人格或意识，这种人格或意识在叙事文本的最终形态中体现出来。换句话说，某一个叙事文本之所以是其呈现出来的形态，正由于隐含作者有意地或无意地将自己的意识形态、价值观、审美趣味等注入其中。
與其相對，讀者反應批評中，將文本創作過程中想像的讀者形象，即為隐含讀者（英語：implied reader）。

### 註腳
1. 1 2  赵毅衡，《当说者被说的时候——比较叙述学导论》，北京·中国人民大学出版社，1998
2. ↑  Follett, Taylor. . Daily Californian. November 28, 2016.
3. ↑  . www.twreporter.org.   [2023-08-14]. （原始内容存档于2023-08-14） （中文（臺灣））.
4. ↑  . Oxford Reference.   [2023-08-14]. doi:10.1093/oi/authority.20110803095959461. （原始内容存档于2023-08-14） （英语）.

### 文獻
- 申丹.  (PDF). 江西社會科學. 2009-02: 26-34  [2023-08-14]. （原始内容存档 (PDF)于2023-08-14）.